# Liste der Wappen in der Metropolitanstadt Bologna
Die Liste der Wappen in der Metropolitanstadt Bologna beinhaltet alle in der Wikipedia gelisteten Wappen der Metropolitanstadt Bologna (bis 2014 Provinz Bologna) in der Region Emilia-Romagna in Italien. In dieser Liste werden die Wappen mit dem Gemeindelink angezeigt.

## Wappen der ehemaligen Provinz Bologna

Provinz Bologna
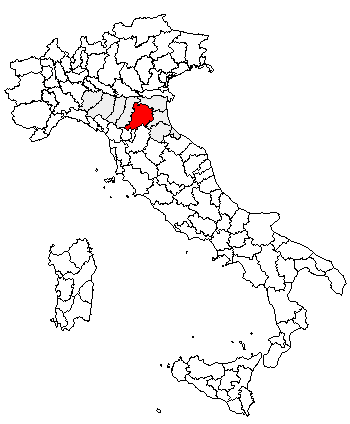
Lage der Provinz in Italien
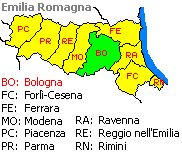
Lage der Provinz in der Region

## Wappen der Gemeinden der Metropolitanstadt Bologna

Anzola dell’Emilia
Argelato
Baricella
Bazzano
Bentivoglio
Bologna
Borgo Tossignano
Budrio
Calderara di Reno
Camugnano
Casalfiumanese
Castel d’Aiano
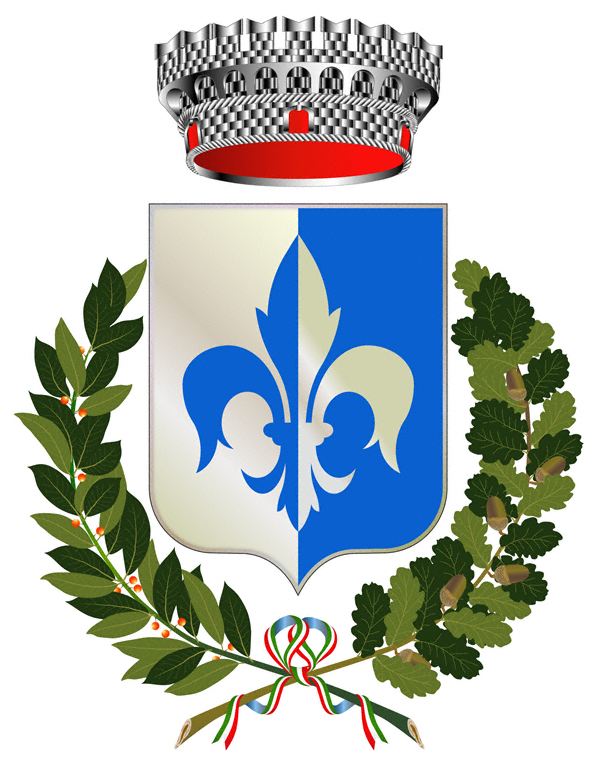
Castel del Rio
Castel di Casio
Castel Guelfo di Bologna
Castel Maggiore
Castel San Pietro Terme
Castello d’Argile
Castello di Serravalle
Castenaso
Castiglione dei Pepoli
Crespellano
Crevalcore
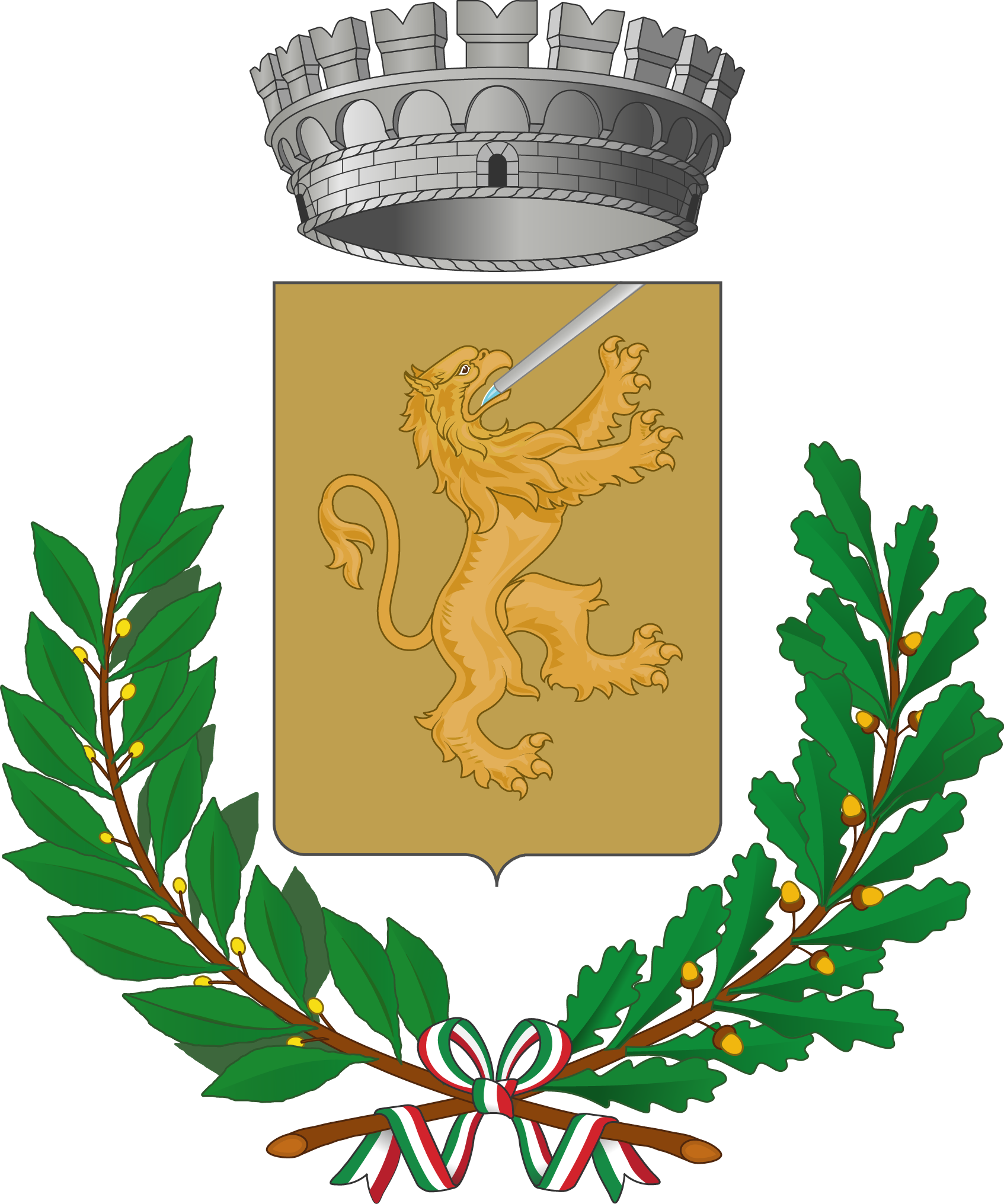
Dozza
Fontanelice
Gaggio Montano
Galliera
Granarolo dell’Emilia
Grizzana Morandi
Imola
Lizzano in Belvedere
Loiano
Malalbergo
Marzabotto
Medicina
Minerbio
Molinella
Monghidoro
Monte San Pietro
Monterenzio
Monteveglio
Monzuno
Mordano
Ozzano dell’Emilia
Pianoro
Pieve di Cento
Sala Bolognese
San Benedetto Val di Sambro
San Giorgio di Piano
San Giovanni in Persiceto
San Lazzaro di Savena
San Pietro in Casale
Sant’Agata Bolognese
Sasso Marconi
Savigno
Vergato
Zola Predosa

## Wappen ehemaliger Gemeinden in der Metropolitanstadt Bologna

Granaglione
Porretta Terme